# Guglielmo Scognamiglio
Guglielmo Scognamiglio (Napoli, 4 ottobre 1891 – Coriza, 21 aprile 1941) è stato un militare italiano, decorato di Medaglia d'oro al valor militare alla memoria nel corso della seconda guerra mondiale.

## Biografia
Nacque a Napoli il 4 ottobre 1891, figlio di Salvatore e Eugenia Fiorani. Arruolatosi nel Regio Esercito all'età di diciotto anni, entrò in servizio nel 94º Reggimento fanteria "Messina", partecipò alla guerra italo-turca conseguendo la nomina a sottotenente in servizio permanente effettivo il 4 gennaio 1914 in forza al 39º Reggimento fanteria "Bologna". Ritornato in Libia nel luglio successivo, venne promosso tenente nel 1915 e capitano nel 1916. Rientrato in Italia in quello stesso anno, partecipò alla prima guerra mondiale prima sul fronte italiano con l'87º Reggimento fanteria "Friuli"e dall'aprile 1918, su quello francese con il II reparto d’assalto della Brigata Alpi, venendo insignito con una medaglia d'argento e una di bronzo al valor militare, con la Croix de guerre e citato all'ordine del giorno del V Corps d'armée francese. Rimasto ferito gravemente a Bligny, riprese servizio attivo nel novembre 1919 ritornando in Libia nel corso del 1920 per prestare servizio in forza ai battaglioni libici IV e V. Rientrato in Italia nel 1923 prestò servizio dapprima al 71º Reggimento fanteria "Puglie", poi al Comando Presidio di Venezia, e infine al 7º Reggimento bersaglieri con la promozione a maggiore avvenuta il 16 maggio 1927. Nel 1929 è trasferito al 3º Reggimento bersaglieri, dove rimane sino al 1933. Da quell'anno e fino alla promozione a tenente colonnello, avvenuta il 10 dicembre 1934, fu in servizio presso l'Ufficio Informazioni del Ministero della guerra del Regno d'Italia. Nel marzo 1935 partì volontario per l'Africa Orientale in vista dello scoppio della guerra d'Etiopia. In Africa Orientale fu aiutante maggiore in prima del colonnello Carlo De Simone, al 3º Reggimento bersaglieri, imbarcandosi a Napoli il 18 giugno. Partecipò ai combattimenti, venendo insignito di una medaglia di bronzo e tre croci di guerra al valor militare. il 2 dicembre del 1936 si imbarcò sul piroscafo Sicilia per rientrare in Patria, arrivando a Livorno il 12 dello stesso mese insieme al reggimento. Dal 15 luglio 1937, con la trasformazione del 3º Reggimento bersaglieri in 2ª Brigata corazzata, fu nominato aiutante di campo del generale Americo Coppi.
Promosso colonnello nel 1939, nel marzo dell'anno successivo assunse il comando del 4º Reggimento bersaglieri con il quale entrò in guerra il 10 giugno successivo. Combatté sul fronte occidentale contro i francesi, e dal mese novembre su quello greco–albanese. Rimasto gravemente ferito il 19 aprile 1941 sulle alture di Borova, si spense due giorni dopo presso l'ospedale da campo 74 a Coriza. Sepolto inizialmente in un cimitero di guerra a Coriza, dopo la fine delle ostilità la salme venne traslata in quello di Assisi.

### Annotazioni
1. ↑  La citazione diceva testualmente: Veritable entraineur d'hommes, a porsuivi quelque blesse, la conquête des obiectifs qui avaient été assignés à sa Compagnie.

### Fonti
1. 1 2 3 4 5 6 7 8 9 10 11 12  Combattenti Liberazione.
2. ↑   Bollettino ufficiale delle nomine, promozioni e destinazioni negli ufficiali e sottufficiali del R. esercito italiano e nel personale dell'amministrazione militare, 1942,  p. 5011. URL consultato il 22 agosto 2019.
3. ↑  Medaglie d'oro al valor militare sul sito della Presidenza della Repubblica
4. ↑  Registrato alla Corte dei conti addì 12 aprile 1943, registro 14, guerra, foglio 92.
5. ↑   Bollettino ufficiale delle nomine, promozioni e destinazioni negli ufficiali e sottufficiali del R. esercito italiano e nel personale dell'amministrazione militare, 1935,  p. 1128. URL consultato il 22 agosto 2019.